# 436
436 (CDXXXVI) fue un año bisiesto comenzado en miércoles del calendario juliano, en vigor en aquella fecha.
En el Imperio romano, el año fue nombrado el del consulado de Isidoro y Senador, o menos comúnmente, como el 1189 Ab urbe condita, adquiriendo su denominación como 436 a principios de la Edad Media, al establecerse el anno Domini.

## Acontecimientos
- Atila ataca a los burgundios (pueblo germánico), obligándolos a pasar el Rin y entrar en la Galia junto con los francos.[1]